# Hell House (Film)
Hell House ist ein amerikanischer Dokumentarfilm aus dem Jahr 2001, bei dem George Ratliff Regie führte.

## Hintergrund
Ein Hell House (deutsch Höllenhaus) ist eine vor allem bei christlichen Fundamentalisten im sogenannten Bible Belt beliebte Spukveranstaltung, bei der mit theatralischen Darbietungen die Schrecken der Sünde und die damit verbundene ewige Verdammnis und die zu erwartenden Peinigungen in der Hölle dem Zuschauer verdeutlicht werden und ihn somit läutern sollen. Gesellschaftlich umstritten ist der Sündenkatalog, oft gehören Abtreibung, Homosexualität, vorehelicher Sex und Selbstmord dazu.

## Handlung
Der Dokumentarfilm Hell House porträtiert eines der berüchtigtsten amerikanischen Höllenhäuser, gesponsert von der Trinity Assembly of God Church aus Texas und bietet einen Einblick in eine manchmal sehr bizarre Glaubenswelt, die auch von Hysterie und Aberglaube geprägt ist. Die unaufdringliche Kamera gestattet es, sich ganz auf die Veranstaltungen und deren Besucher zu konzentrieren.